# Рибакі (Опольський повіт)
Рибакі (пол. Rybaki) — село в Польщі, у гміні Вількув Опольського повіту Люблінського воєводства.
Населення — 93 особи (2011).
У 1975-1998 роках село належало до Люблінського воєводства.

## Демографія
Демографічна структура станом на 31 березня 2011 року:
|          | Загалом | Допрацездатний вік | Працездатний вік | Постпрацездатний вік |
| -------- | ------- | ------------------ | ---------------- | -------------------- |
| Чоловіки | 40      | 9                  | 23               | 8                    |
| Жінки    | 53      | 12                 | 24               | 17                   |
| Разом    | 93      | 21                 | 47               | 25                   |